# 낮에는 덥고 밤에는 춥고
낮에는 덥고 밤에는 춥고(Hot in Day, Cold at Night)는 한국에서 제작된 박송열 감독의 2021년 드라마 영화이다. 박송열 등이 주연으로 출연하였다.

## 출연

### 주연
- 박송열 : 영태 역
- 원향라 : 정희 역

### 조연
- 허중회 : 면접관 역
- 손민희 : 선생님 역
- 서철 : 영태 친구 역
- 신원우 : 명수 역
- 김효진 : 사채업자 남편 역
- 이태리 : 사채업자 역

### 수상
- 2021 26회 부산국제영화제 KBS독립영화상
- 2021 26회 부산국제영화제 크리틱b상
- 2021 47회 서울독립영화제 최우수장편상
- 2022 10회 무주산골영화제 영화평론가상
- 2023 24회 부산영화평론가협회상 신인감독상